# Аэростан
Аэростан — бывшая российская грузовая авиакомпания. Штаб-квартира располагалась в Казани.
Сертификат аннулирован Решением Первого зам. Министра транспорта НР320/ОСЭ от 24.12.01 на основании заключения ДЛС в соответствии с п.5.2. гл.4 ФАП по сертификации. РД НР250702 25.12.01 Продлено Татарским РОС ССВТ 19.01.2000.

## Флот
- 3 Ил-76
- 1 Як-40
- 1 Ан-26

## Аварии и проишествия
- 3 августа 1995 года Ил-76ТД (регистрационный номер RA-76842, заводской 1033418616, серийный 91-04) с 7 членами экипажа на борту был перехвачен самолёт двумя истребителямии МиГ-21 движения «Талибан» и принужден совершить посадку в районе Кандагара под предлогом досмотра груза. Среди формально разрешённых к перевозке стрелковых боеприпасов был обнаружен ящик с запрещёнными к перевозке снарядами.